# Hisashi Kaneko
Hisashi Kaneko (n. 12 septembrie 1959) este un fost fotbalist japonez.

## Statistici
| Japonia | Japonia | Japonia |
| An      | Meciuri | Goluri  |
| ------- | ------- | ------- |
| 1986    | 3       | 0       |
| 1987    | 4       | 1       |
| Total   | 7       | 1       |